# Colonne de la Paix
La colonne de la Paix est un monument situé sur la piazza di Santa Maria Maggiore devant la basilique Sainte-Marie-Majeure à Rome. C'est une colonne de marbre de style corinthien de 14,30 mètres de hauteur et surmontée d'un statue de Marie à l'enfant.

## Historique

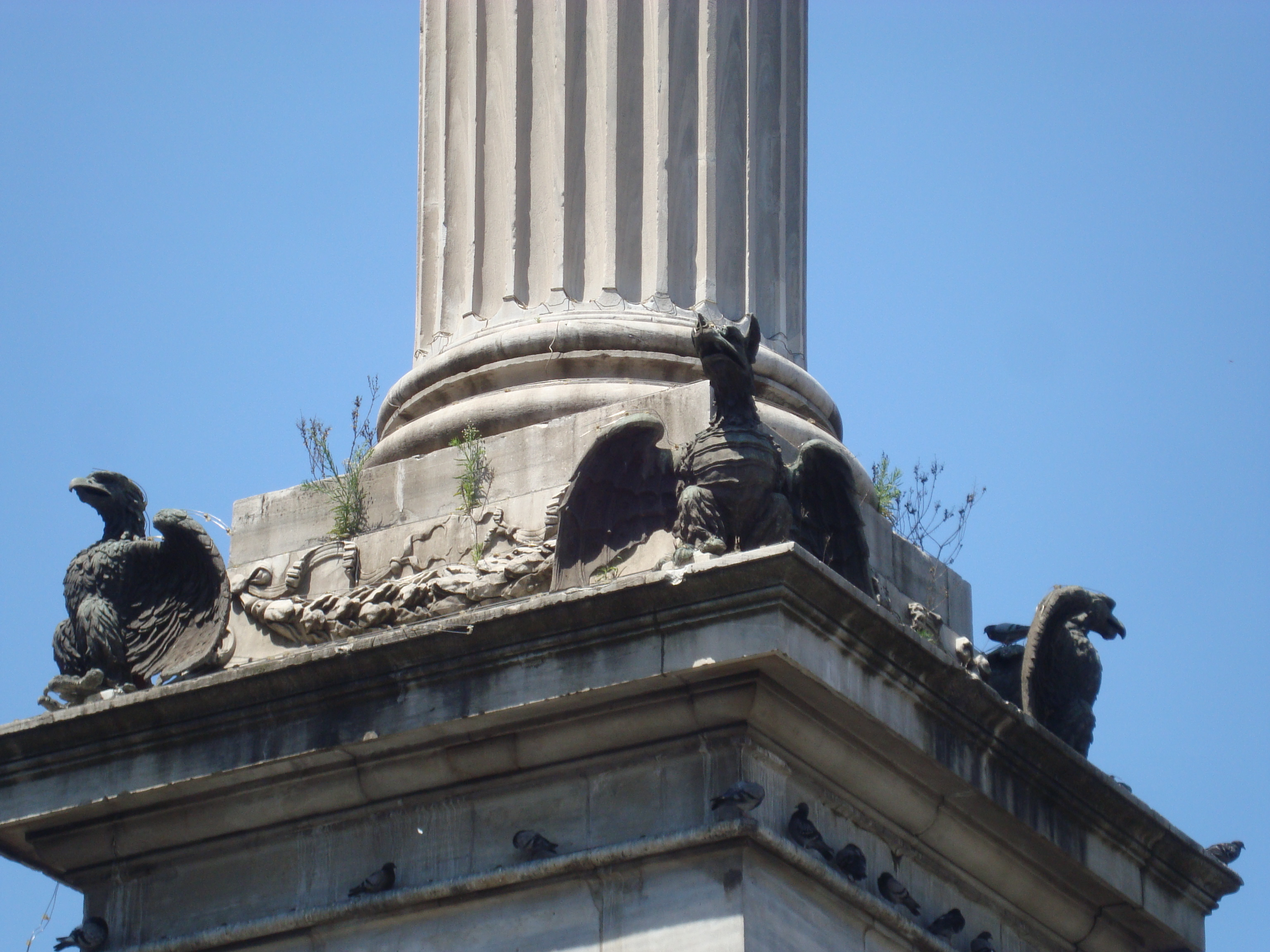
Détails des aigles et dragons en bronze.

Cette colonne est l'unique élément restant des huit colonnes de la basilique de Maxence et Constantin, dit à l'époque Temple de la Paix construit par l'empereur Vespasien près du Forum de la Paix après ses victoires au Moyen-Orient et la confirmation de la République romaine. Il fut transféré sur ordre du pape Paul V en 1613-1615 devant la basilique et orné à la demande de l'architecte milanais Carlo Maderno qui supervisa les travaux d'une Madonna con Bambino de bronze du sculpteur français Guillaume Berthelot. La base de la colonne est encadrée de deux aigles et deux dragons de bronze doré qui représentent les armes et symboles de la famille Borghèse. Il fit également construire une petite fontaine au pied de la colonne et apposa en 1614 une plaque en latin remémorant l'histoire du monument :
Paulu* V. Ponti. Max.
Columnam Veteri* magnifìcentiae Monumentum
informi firn oh" dutlam
negleffiamque ex immanibus TempH Ruinis J Quod Vefpafianus Auguftus aUo de Judaeis triumpho f Et Reipubiicae ftatu con
firmato Paci dicaverat
In hanc (plendidiffimam fedem ad 'Bafilicae Liherianae
decorem augendum ftio iuffu exportatam I et priftino nitori reftitutam 1 !BeatiJfimae Virghi
ex cuius <vifceribus<PrincepsveraerPacis genttm efì
T>onum dedit J Aeneamque ehifdem Virgìnia Statuam Faftigio impofuit
Anno Sai. MDCXIV. Pontif. IX. —Paolo V

## Sources
- (it) La colonna della Pace di Santa Maria Maggiore in Degli avanzi dell'antica Roma de Bonaventure van Overbeke, Paolo Rolli, Londres, 1739, p.216.